# 5614 Yakovlev
5614 Yakovlev (1979 VN) là một tiểu hành tinh vành đai chính được phát hiện ngày 11 tháng 11 năm 1979 bởi N. S. Chernykh ở Nauchnyj.